# Patrícia Melo
Patrícia Melo (n. 2 octombrie 1962, São Paulo, São Paulo, Brazilia) este o scriitoare braziliana în principal de romane polițiste.

## Viață
Melo a publicat primul ei roman polițist în 1994. În 2001 a primit cel mai important premiu literar brazilian, Prêmio Jabuti de Literatura , pentru al patrulea roman Inferno, iar în 1998 Premiul german pentru criminalitate pentru O Matador . Din 1998 scrie și scenarii pentru film și televiziune. Romanele ei sunt povești critic social despre crimă și violență în Brazilia metropolitană.
Patrícia Melo este căsătorită cu dirijorul John Neschling din 2012.

## Opere și traduceri în română

### Romane
- 1994: Acqua Toffana
- 1995: O Matador
  - Ucigașul, română de Anca Ferro; Univers, București 2014. ISBN 978-606-8631-11-0
- 1998: Elogio da Mentira
  - Elogiul minciunii, română de Anca Ferro; Univers, București 2014. ISBN 978-606-86312-3
- 2000: Inferno
- 2003: Valsa Negra
- 2006: Mundo Perdido
- 2008: Jonas, o Copromanta
- 2010: Ladrão de Cadáveres
- 2011: Escrevendo no escuro
- 2014: Fogo-Fátuo
- 2017: Gog Magog
- 2019 Mulheres Empilhadas

### Scenarii
- 1998: Traição - Serial TV, scenariu pentru episodul Cachorro!
- 2001: Bufo & Spallanzani - adaptare a romanului de Rubem Fonseca
- 2001: Strada O Xangô de Baker
- 2003: O Homem do Ano - adaptare cinematografică a romanului ei O Matador